# Sandra Valenti
Sandra Valenti (Roma, 27 novembre 1939 – Roma, 5 febbraio 2005) è stata una velocista italiana.

## Biografia
Nata nel 1939 a Roma, nel 1958 prese parte agli Europei di Stoccolma, uscendo in batteria con il tempo di 12"3 nei 100 m e terminando 5ª in 46"3 nella staffetta 4×100 m con Letizia Bertoni, Giuseppina Leone e Maria Musso.
A 20 anni partecipò ai Giochi olimpici di Roma 1960, nella staffetta 4×100 m con Letizia Bertoni, Giuseppina Leone e Piera Tizzoni, chiudendo 5ª con il tempo di 45"80.
Morì nel 2005, a 65 anni.

## Palmarès
| Anno | Manifestazione  | Sede      | Evento            | Risultato | Prestazione | Note |
| ---- | --------------- | --------- | ----------------- | --------- | ----------- | ---- |
| 1958 | Europei         | Stoccolma | 100 m             | Batteria  | 12"3        |      |
| 1958 | Europei         | Stoccolma | Staffetta 4×100 m | 5ª        | 46"3        |      |
| 1960 | Giochi olimpici | Roma      | Staffetta 4×100 m | 5ª        | 45"80       |      |